# فرودگاه شهرستان مورهد-رووان
فرودگاه مورهد-رووان کانتی (به انگلیسی: Morehead-Rowan County Airport) یک فرودگاه همگانی بهره‌برداری هوایی است که یک باند فرود آسفالت دارد و طول باند آن ۷۹۲ متر است. این فرودگاه در کشور ایالات متحده آمریکا قرار دارد و در ارتفاع ۲۵۸ متری از سطح دریا واقع شده‌است.